# دریایخ

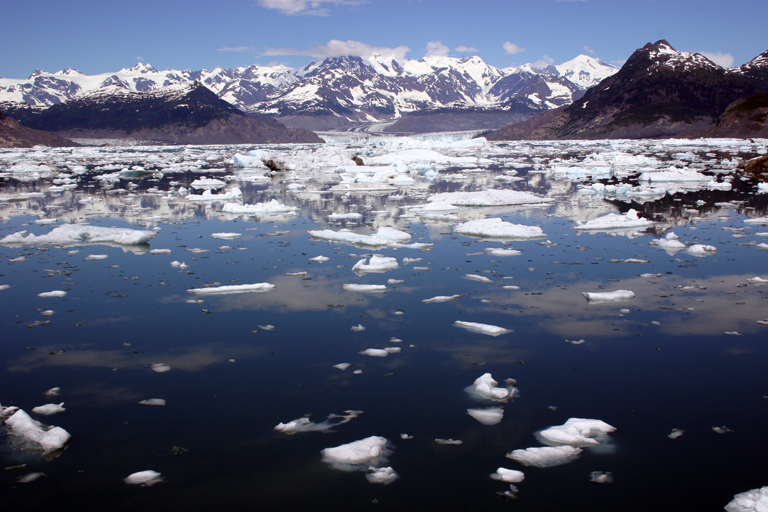
دریایخ دور از ساحل آلاسکا

دریایخ یا یخ دریا، آب یخ بسته دریا است. چون چگالی یخ کمتر از آب است، روی سطح اقیانوس شناور می‌ماند (همان‌طور که آب تازه یخ زده، که حتی چگالی پایینتری دارد شناور می‌ماند). دریایخ حدود ۷٪ از سطح زمین و حدود ۱۲٪ از آب‌های اقیانوس‌های جهان را پوشانده‌است. در شمال، در اقیانوس منجمد شمالی، و نواحی که درست زیر آن قرار دارد و اقیانوس‌های سرد دیگر، دریاها و خلیج‌ها یافت می‌شود. در سرزمین جنوبی، در نواحی مختلف اطراف سرزمین جنوبی (قاره) یخ تشکیل می‌شود. بیشتر دریایخ‌ها در توده‌های یخ قطبی در نواحی قطبی زمین:توده یخ شمالی اقیانوس منجمد شمالی و توده یخ قطب جنوب در اقیانوس جنوبی قرار گرفته‌است. توده‌های یخ قطبی سالانه میزان قابل توجهی از جابجایی را در سطح دریا تحمل می‌کنند این‌جا به جایی مرحله‌ای طبیعی است که به اکولوژی شمالگان که شامل اکوسیستم اقیانوس هم می‌شود بستگی دارد. با توجه به وزش بادها، جریانها و نوسان دما، دریایخ خیلی فعال است، و تبدیل به انواع گوناگونی از یخ به اشکال متفاوت می‌شود. دریایخ ممکن است از یخ کوه که توده یخی است که از انتهای یک یخچال یا کناره یک منطقه یخی جدا شده و روی آب دریا شناور شده باشد. بسته به مکان، دریایخ ممکن است گسترش یافته و به آن بپیوندد.

## شکل‌های مختلف و پویایی

طرح فرضی پویایی دریایخ تعدادی از رایج‌ترین شکل‌های دریایخ را نشان می‌دهد.

دریایخ به راحتی تشکیل نشده و به راحتی هم ذوب نمی‌شود. در مدت دوامش خیلی پویا است. با توجه به اعمال متفاوت باد، جریانهای دریایی و نوسان دمای هوا، دریایخ تغییر شکل زیادی می‌دهد. دریایخ براساس سرعت حرکت و مدت زمانی که از شکل‌گیری اش می‌گذرد طبقه‌بندی می‌شود.

## نگارخانه

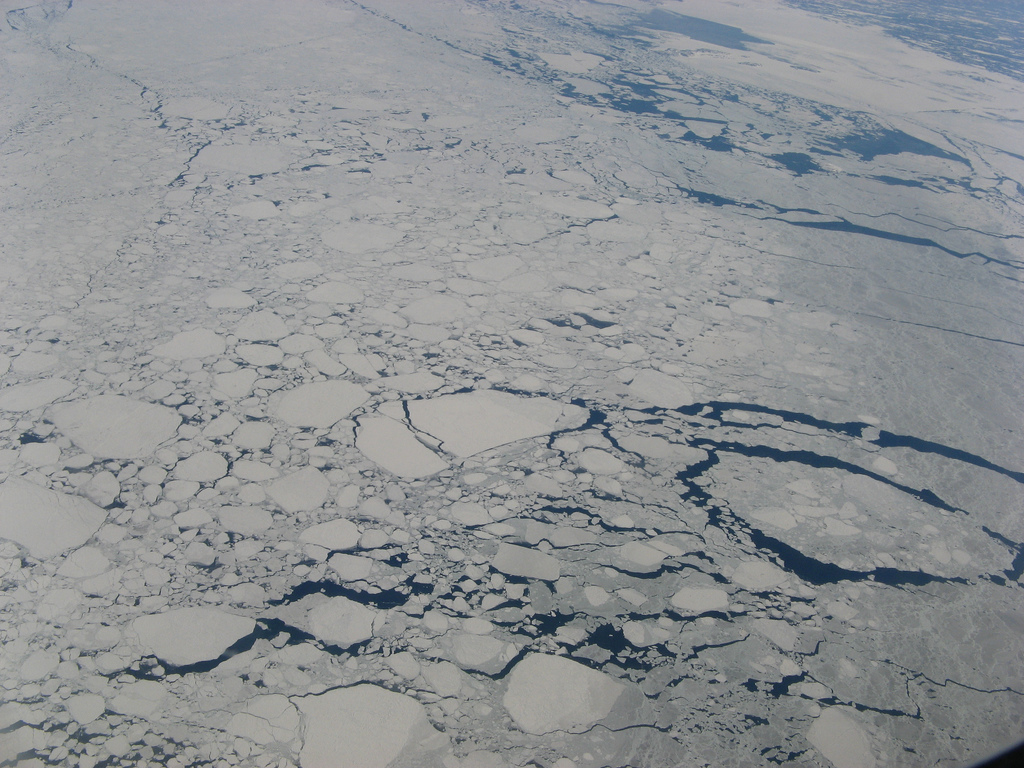
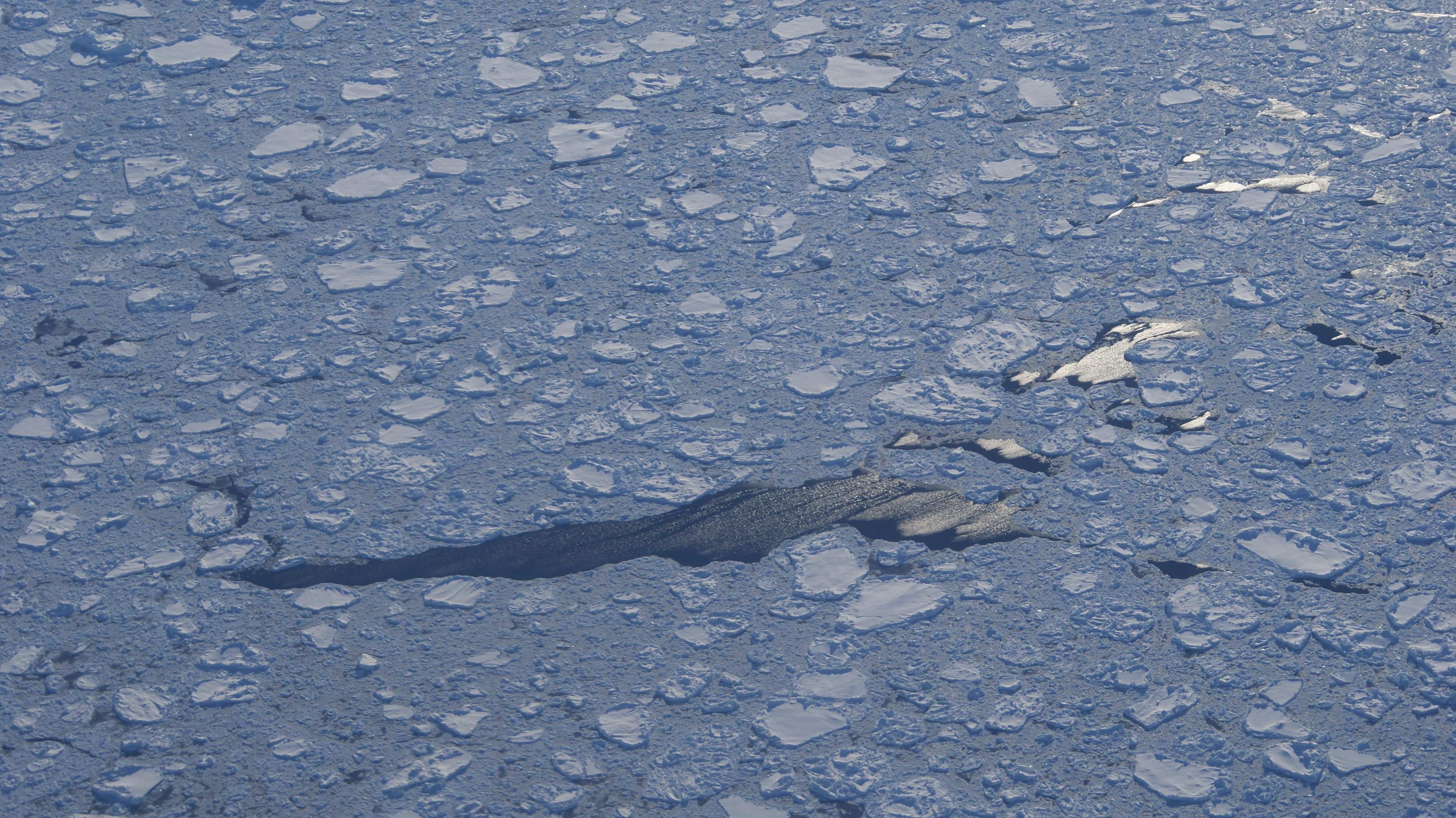
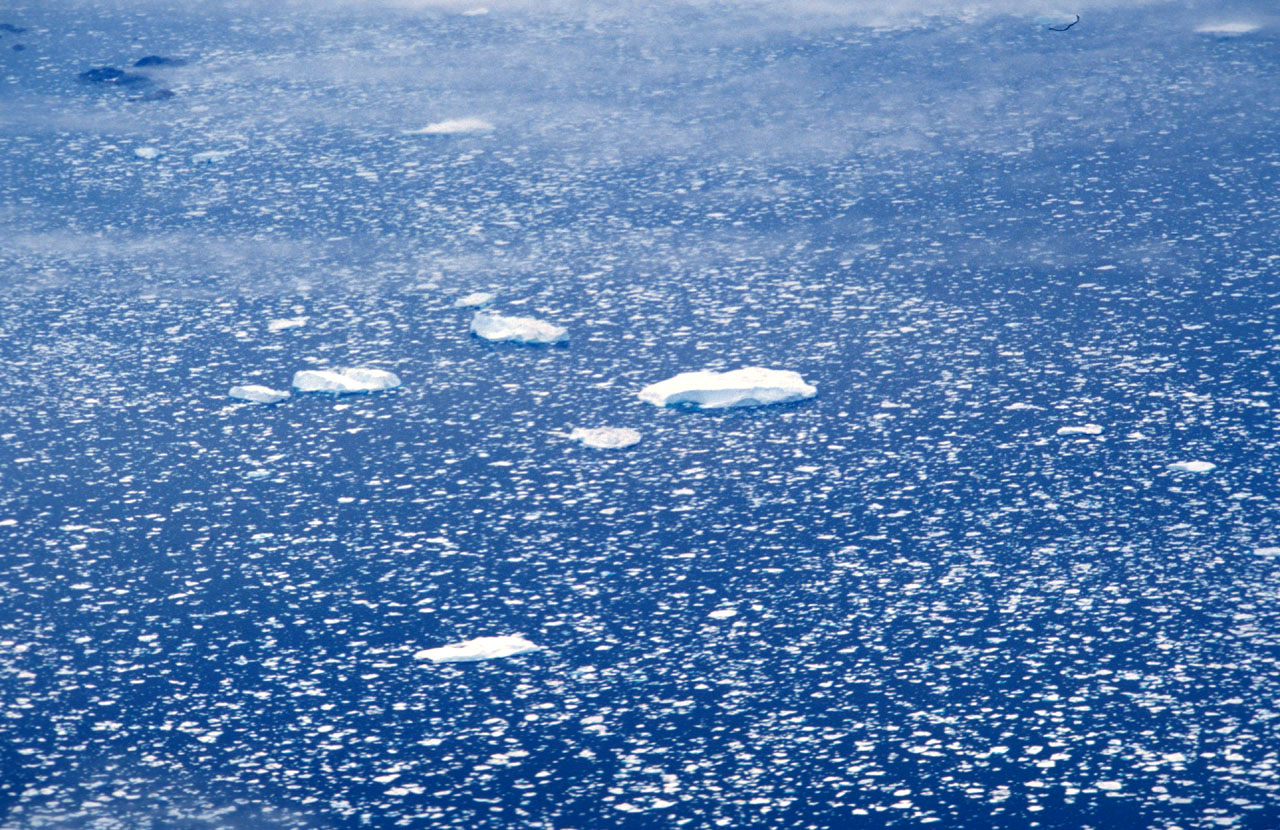
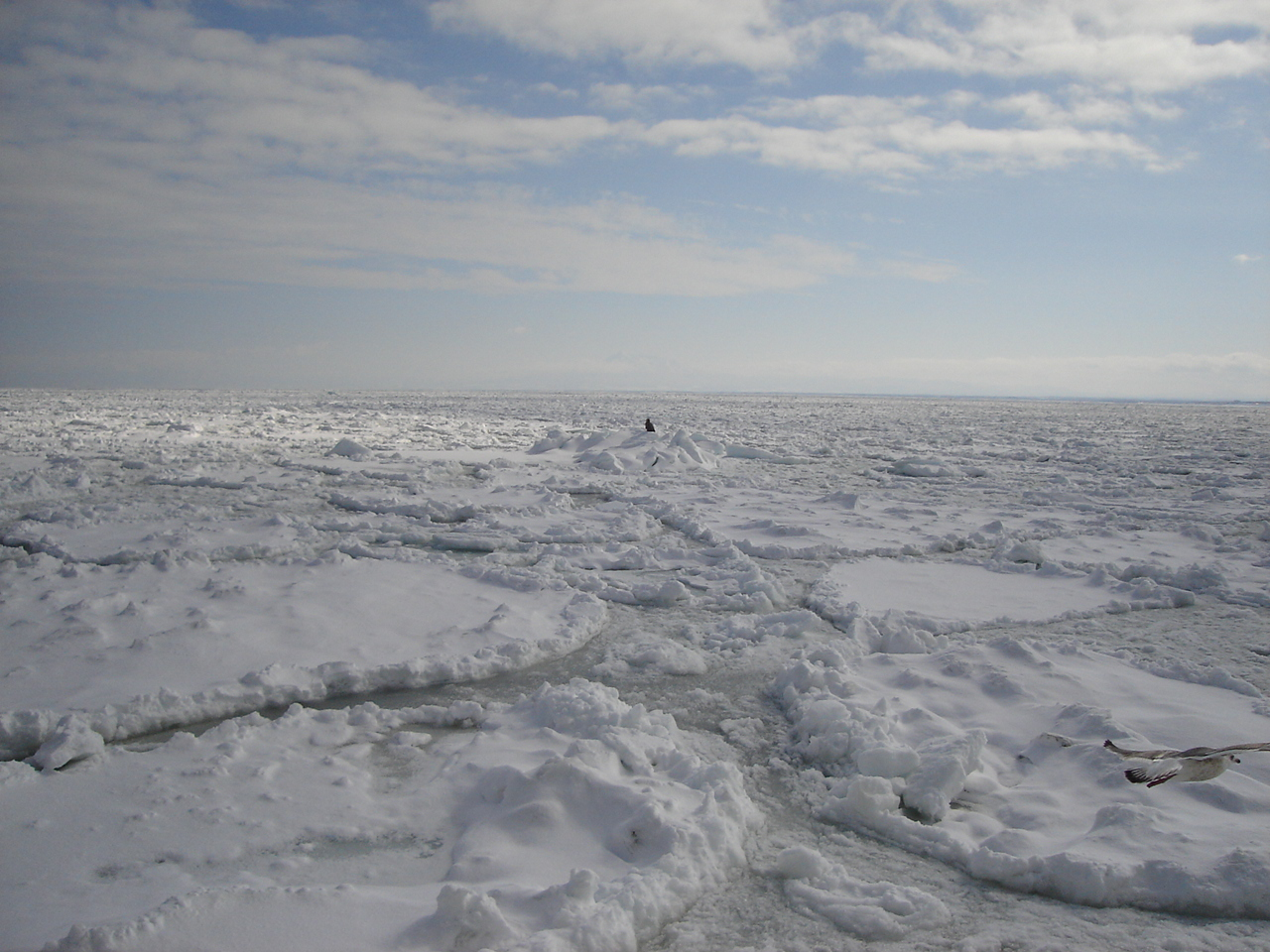
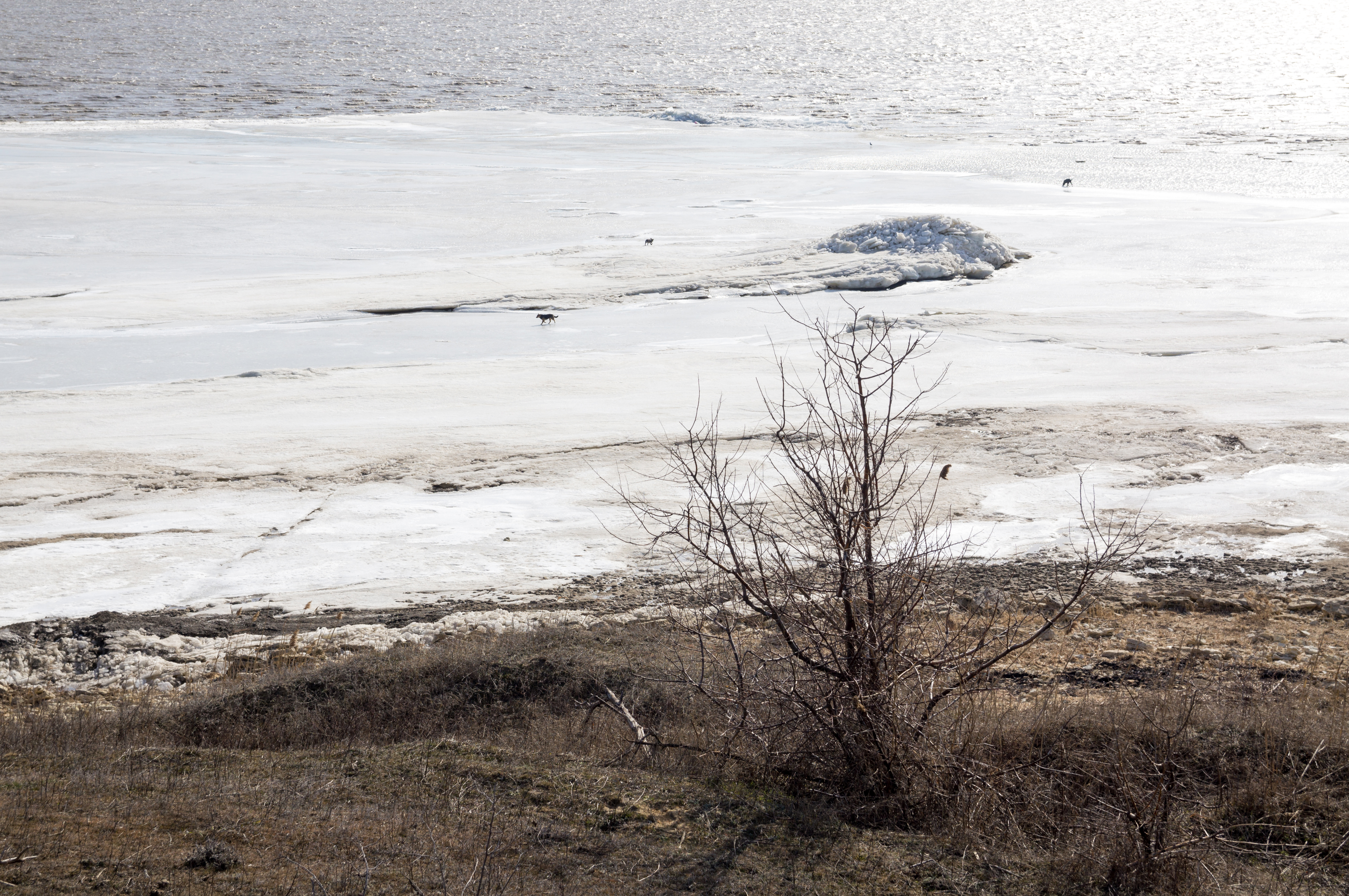
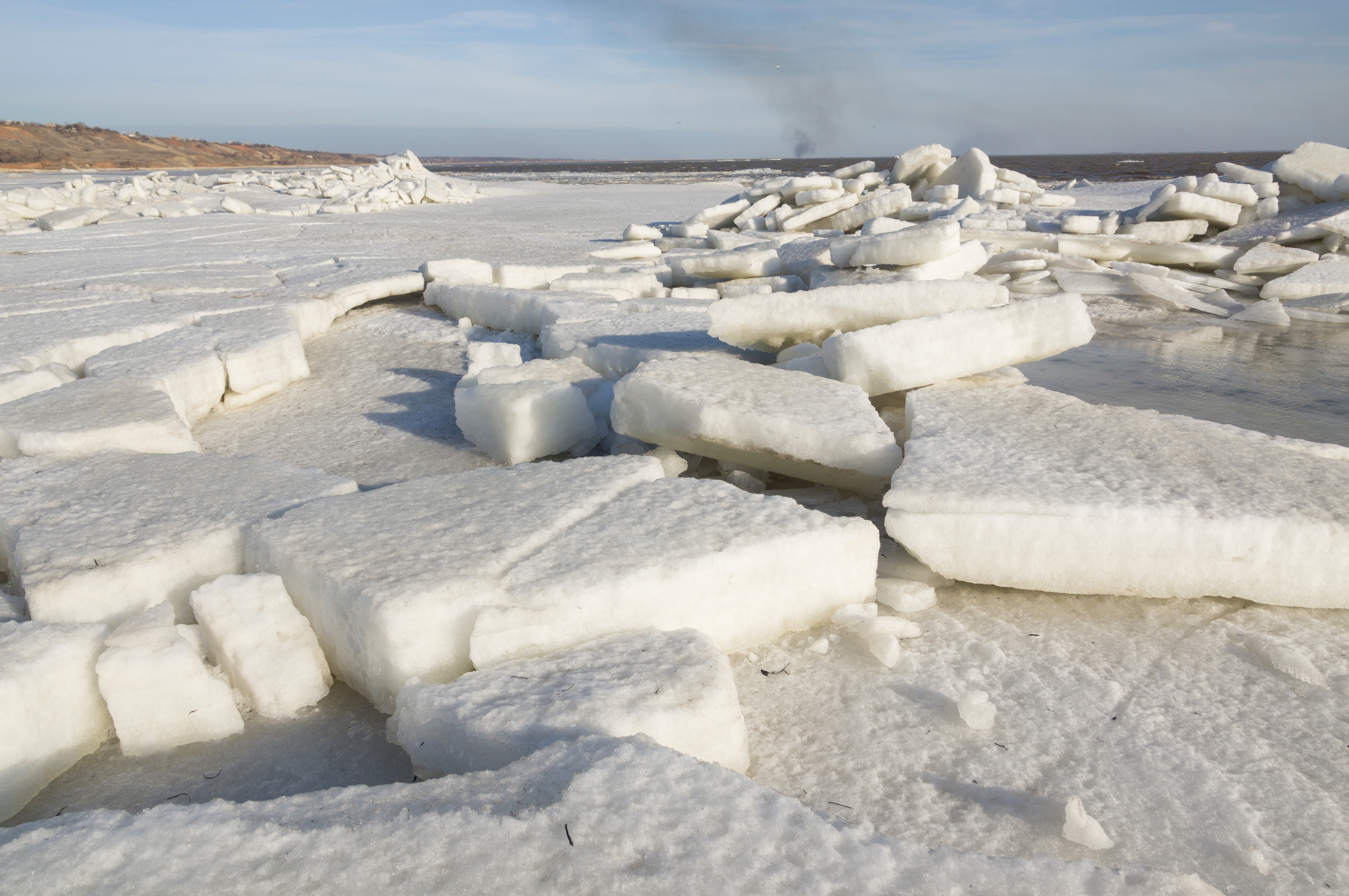
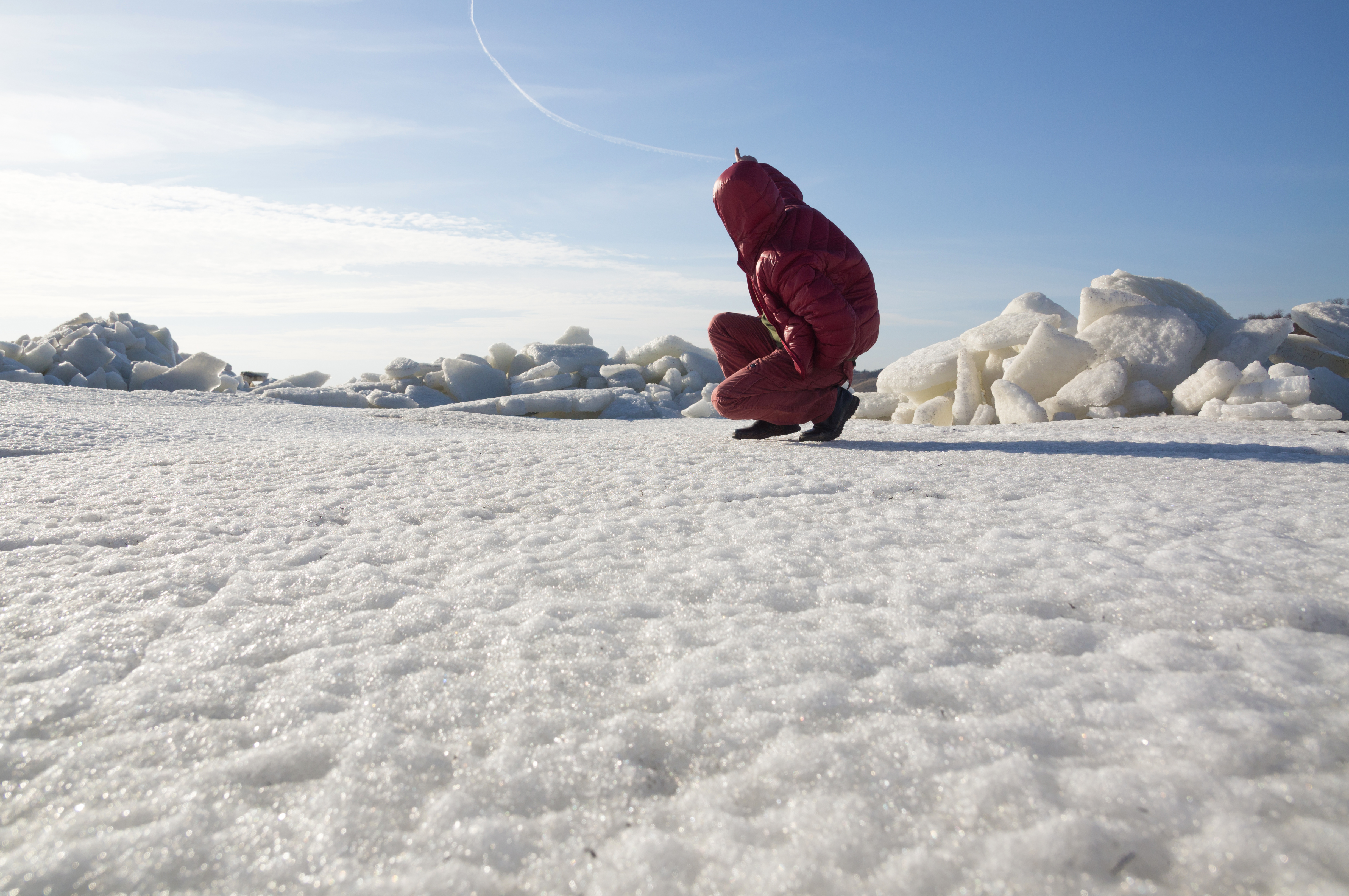